# Endemol
Endemol Entertainment Holding NV — нидерландская телевизионно-продюсерская компания. Штаб-квартира находилась в Хилверсюм, Нидерланды, Endemol имела дочерние компании в 23 странах, среди которых Великобритания, США, Франция, Мексика, Испания, Италия, Германия, Аргентина, Польша, Нидерланды, Индия, ЮАР, Ливан, Марокко, Австралия и Россия. Производила скандальные и популярные телепередачи.
Компания была создана в 1994 году на базе двух компаний, принадлежащих двум нидерландским предпринимателям Йоупу ван ден Энде и Джону де Молу.
Endemol Москва — российское представительство Endemol, существовавшее с 2003 по 2009 год. Компания участвовала в производстве передач «Фабрика звёзд», «Цирк со звёздами», «Большой брат», «Фактор страха», «Весёлые баксы», «Сделка», «Любовь слепа», «Клуб бывших жён», «Четыре комнаты» и «Один против всех», разработала лицензионные форматы реалити «Дом» и «Дом-2». Также компания занималась производством интерактивных Call-TV викторин для российского телевидения («Культ наличности», «Киномания», «Алло, ТВ!», «Линия успеха») и адаптированных телесериалов («Знаки любви», «Консервы», «Наследство», «Сёстры Королёвы»). Генеральным директором был Леонид Загальский.
В марте 2010 года группа компаний «ВайТ Медиа» заключила стратегическое партнёрство с компанией Endemol, в рамках которого Endemol стала владельцем контрольной доли компании.
В конце декабря 2014 года Endemol была слита с компанией Shine Group, принадлежавшей 21st Century Fox, тем самым образовалось предприятие Endemol Shine Group. Оно просуществовало в течение 5 лет до поглощения группой компаний Banijay Group.

## Телепередачи (включая произведённые по лицензии Endemol)
- Big Brother (рус. Большой брат)
  - Большой брат (производство ТНТ, Россия)

- Star Academy (рус. Академия звёзд)
  - Фабрика звёзд (производство: Телекомпания ВИD, Студия Татьяны Фониной, Техностайл, Продюсерский медиа-центр «ИВАН!», Красный квадрат, Первый канал, Россия)

- De grote Donor Show (рус. Большое донорское шоу)

- Deal or No Deal (рус. Договорились или нет?)
  - Пан или пропал (производство ВИD, Россия)
  - Сделка (производство телекомпании REN-TV, Россия)

- 1 vs. 100 (рус. Один против ста, производство NBC,США)
  - Один против всех (Производство ТВ Центр, ВайТ Медиа)

- Fear Factor (рус. Фактор страха, производство NBC,США)
  - Фактор страха (производство НТВ, Россия)

- Shafted (рус. Обманутый, производство ITV1,Великобритания)
  - Ставка (производство ВГТРК, ФГУП ГТК «Телеканал Россия», Россия)
  - Искушение (производство ТВС, Россия)

- Wipeout (рус. Вынос)
  - Жестокие игры (производство Красный квадрат, Россия)

- The Money Drop (рус. Падающие деньги, производство NBC, США)
  - Десять миллионов, (производство ВайТ Медиа, Россия)

- Your Face Sounds Familiar (рус. Ваше лицо кажется знакомым)
  - «Один в один!» (производство ВайТ Медиа, Россия)

- Performing As (рус. Выступает в роли...)
  - «Большая перемена» (производство ВайТ Медиа, Продюсерский центр «EXIT», Россия)